# 阿古连特
阿古连特，是西班牙瓦伦西亚自治区巴伦西亚省的一个市镇。总面积16平方公里，总人口2279人（2001年），人口密度142人/平方公里。